# باتريك جيلمور
باتريك جيلمور هو ممثل كندي، ولد في 1 يونيو 1976 في كندا.

## وصلات خارجية
- باتريك جيلمور على موقع IMDb (الإنجليزية)
- باتريك جيلمور على موقع ألو سيني (الفرنسية)
- باتريك جيلمور على موقع قاعدة بيانات الفيلم (الإنجليزية)